# Lijst van deelnemers aan het Eurovisiesongfestival (alfabetisch)
Dit is een lijst met deelnemers aan het Eurovisiesongfestival.
Dit overzicht is mogelijk incompleet; u kunt helpen door het uit te breiden.

## 0-9
- 1X Band
- 2XL
- 3+2
- 3JS
- 4Fun

## A
- Saara Aalto
- Aarzemnieki
- ABBA
- Achille Lauro
- Afro-dite
- Agnete
- Angelika Agoerbasj
- Ahez
- Aisha
- Aivaras
- Willeke Alberti
- Albina
- Roeslan Alechno
- Aleksandra & Konstantin
- Alekseev
- Eden Alene
- Alessandra
- Alex Swings Oscar Sings
- Alika
- The Allisons
- Alma
- Alsou
- Mathé Altéry
- Alvan
- Alyosha
- Amir
- Leonor Andrade
- André
- Andrea
- Lisa Andreas
- Theodor Andrei
- Andromache
- Lisa Angell
- Luminița Anghel
- Monica Anghel
- Anmary
- Ann Sophie
- Amaia & Alfred
- Amina Annabi
- Anonymous
- Anouk
- Anti Social Media
- Arilena Ara
- Aram MP3
- Arash
- Yardena Arazi
- Argo
- The Ark
- Michèle Arnaud
- Arsenium
- Annet Artani
- Artsvik
- Shlomo Artzi
- Lys Assia
- Gali Atari
- Isabelle Aubret
- AWS
- AySel
- Filipa Azevedo
- Azúcar Moreno

## B
- Səbinə Babayeva
- Baccara
- Louisa Baïleche
- Balkanika
- Michael Ball
- Bamses Venner
- Natalia Barbu
- Barei
- Martina Bárta
- Václav Noid Bárta
- Netta Barzilai
- Franka Batelić
- Vaidas Baumila
- Gracia Baur
- Conchita Bautista
- Friderika Bayer
- Marius Bear
- Nadine Beiler
- Michael Ben David
- Buket Bengisu
- Robin Bengtsson
- Claudia Beni
- Bob Benny
- Samira Bensaïd
- Dave Benton
- Bernadette
- Solange Berry
- Beth
- Gianluca Bezzina
- Fanny Biascamano
- Dima Bilan
- Luke Black
- The Black Mamba
- Blanca Paloma
- Blanche
- Blanco
- Blanka
- Blind Channel
- Blue
- Bobbysocks
- DJ BoBo
- Frida Boccara
- Boeranovskije Baboesjki
- Boggie
- Tijana Bogićević
- Olta Boka
- Bonaparti.lv
- Guy Bonnet
- Elina Born
- Eva Boto
- Jacqueline Boyer
- Nevena Božović
- Brainstorm
- Bravo
- Patricia Bredin
- Jenifer Brening
- Niels Brinck
- Nora Brockstedt
- Corry Brokken
- Brooke
- Brotherhood of Man
- Franklin Brown
- Brunette
- Bucks Fizz
- Vincent Bueno
- Jana Burčeska
- Geta Burlacu
- Eugent Bushpepa
- The Busker
- Intars Busulis
- Eddie Butler
- ByeAlex
- Nicky Byrne

## C
- Kurt Calleja
- António Calvário
- Humphrey Campbell
- Blas Cantó
- Carola
- Carousel
- Pearl Carr
- Rudi Carrell
- Ronnie Carroll
- Paulo de Carvalho
- Cascada
- Samir Cavadzadə
- Jonatan Cerrada
- Sopho Chalvasji
- Sevak Chanagian
- Chanel
- Chiara
- Chingiz
- Christabelle
- Ann Christy
- Roger Cicero
- José Cid
- Gigliola Cinquetti
- Nelly Ciobanu
- Circus Mircus
- Citi Zēni
- David Civera
- André Claveau
- Clouseau
- Izhar Cohen
- The Common Linnets
- Anabel Conde
- Dion Cooper
- Copycat
- Noëlle Cordier
- Cosmos
- Annie Cotton
- Michelle Courtens
- Ben Cramer
- Benny Cristo
- Victor Crone
- Csézy
- Toto Cutugno

## D
- Sergio Dalma
- Dana
- Dana International
- Kikki Danielsson
- Lise Darly
- Darude
- Dany Dauberson
- Anne-Marie David
- David D'Or
- Deen
- Dafna Dekel
- Demy
- Nuša Derenda
- Dervish
- Paule Desjardins
- Destiny
- Lonnie Devantier
- Barbara Dex
- Anžej Dežan
- Dihaj
- Bill van Dijk
- Diljá
- Mia Dimšić
- Céline Dion
- D mol
- Kenan Doğulu
- DoReDos
- Dorians
- Douwe Bob
- Rebeka Dremelj
- Duo Datz
- Katerine Duska
- Dustin the Turkey

## E
- Katja Ebstein
- Eden
- Edurne
- Efendi
- Egon Egemann
- Luiz Ejlli
- Elaiza
- Eldrine
- Electro Velvet
- Pjotr Elfimov
- Eliot
- Ell
- Emmy
- Sergio Endrigo
- Equinox
- Sertab Erener
- Malena Ernman
- Ethno-Jazz Band Iriao
- Euroband
- Sonia Evans
- Evridiki
- Jade Ewen
- Extra Nena
- Eye Cue

## F
- F.L.Y.
- Lara Fabian
- Fame
- Claudia Faniello
- Fabrizio Faniello
- Camillo Felgen
- Vânia Fernandes
- Séverine Ferrer
- Catherine Ferry
- Patrick Fiori
- Isaiah Firebrace
- Scott Fitzgerald
- Joy Fleming
- Flor-de-Lis
- Alex Florea
- Flo Rida
- Riccardo Fogli
- Fomins & Kleins
- Emmelie de Forest
- Remo Forrer
- Thomas Forstner
- Eleni Foureira
- Sandrine François
- Joan Franka
- Frans
- Frații Advahov
- Freddie
- Daði Freyr
- A Friend in London
- Frizzle Sizzle
- Conny Froboess
- Furbaz
- Fusedmarc
- Fyr & Flamme

## G
- Francesco Gabbani
- Jean Gabilou
- Aurela Gaçe
- Polina Gagarina
- Gagnamagnið
- Gaitana
- France Gall
- Dina Garipova
- Jessica Garlick
- Tako Gatsjetsjiladze
- Sopho Gelovani
- Genealogy
- Poli Genova
- Gina G
- Gipsy.cz
- Gjon's Tears
- Amila Glamočak
- Go_A
- Karolina Gočeva
- Diana Goertskaja
- Natalia Gordienko
- Edyta Górniak
- Alenka Gotar
- Anneke Grönloh
- Glennis Grace
- GreenJolly
- Gromee
- Nadav Guedj
- Rita Guerra
- Christine Guldbrandsen
- Gabriela Gunčíková
- Gunvor
- Gustaph

## H
- Sarit Hadad
- Hadise
- Ronela Hajati
- Hakol Over Habibi
- Bo Halldórsson
- Luca Hänni
- Françoise Hardy
- Hari Mata Hari
- Harmony
- Malik Harris
- Esther Hart
- Mickey Harte
- Bilal Hassani
- Jostein Hasselgård
- Hatari
- Birgitta Haukdal
- Hayko
- Ofra Haza
- Hearts of Soul
- Michael von der Heide
- Corinne Hermès
- Herreys
- Margot Hielscher
- Highway
- Hind
- Axel Hirsoux
- Homens da Luta
- Hooverphonic
- Mary Hopkin
- Hotel FM
- Hot Eyes
- Jacques Houdek
- Hovig
- The Humans
- Engelbert Humperdinck
- Hurricane
- Elnur Hüseynov

## I
- Ich Troje
- Julio Iglesias
- Ilanit
- Sanja Ilić
- Vlatko Ilievski
- Ilinca
- Maarja-Liis Ilus
- Il Volo
- Dami Im
- Imaani
- InCulto
- Ines
- Inga & Anush
- Eyþór Ingi Gunnlaugsson
- Grethe Ingmann
- Jørgen Ingmann
- Benjamin Ingrosso
- Intelligent Music Project
- Iru
- Lidia Isac
- Ishtar
- Ivan
- Izabo

## J
- Getter Jaani
- Ruth Jacott
- Cornelia Jakobs
- Jala
- Jalisse
- Jamala
- Marta Jandová
- Stojan Jankoelov
- Maria Jaremtsjoek
- Jedward
- Jemini
- Jendrik
- Jenny
- Jessika
- Joe & Jake
- Jan Johansen
- Bryan Johnson
- Teddy Johnson
- Joker Out
- Anri Dzjochadze
- Željko Joksimović
- Gerard Joling
- Lucie Jones
- Francine Jordi
- Mikolas Josef
- JOWST
- Udo Jürgens
- Justs
- Patrick Juvet

## K
- Käärijä
- Patricia Kaas
- Kabát
- Kalamari
- Slavko Kalezić
- Kaliopi
- András Kállay-Saunders
- Kalush Orchestra
- Karina
- Tina Karol
- Katrina & the Waves
- Greetje Kauffeld
- Niamh Kavanagh
- Dilarə Kazımova
- KEiiNO
- Albina Kelmendi
- Brian Kennedy
- Tereza Kerndlová
- Maja Keuc
- Sandra Kim
- Daria Kinzer
- Tornike Kipiani
- Kathy Kirby
- Noa Kirel
- Filipp Kirkorov
- Birthe Kjær
- Nika Kocharov & Young Georgian Lolitaz
- Dmitri Koldoen
- Stelios Konstantas
- Andreas Konstantinou
- Hara Konstantinou
- Konstrakta
- Lidia Kopania
- Kristian Kostov
- Tinkara Kovač
- Zala Kralj
- Nina Kraljić
- Kreisiraadio
- Jamie-Lee Kriewitz
- Lenny Kuhr
- Monika Kuszyńska

## L
- Laka
- Lake Malawi
- Andrew Lambrou
- Aljona Lanskaja
- Las Ketchup
- Laura & The Lovers
- Duncan Laurence
- Célia Lawson
- Sergej Lazarev
- Kathy Leander
- Vicky Leandros
- Fud Leclerc
- Lena
- Leonora
- Ott Lepland
- Les Humphries Singers
- Heddy Lester
- Let 3
- Levina
- Lighthouse X
- Lindita
- Rosa Linn
- Ivo Linna
- Monika Linkytė
- Litesound
- Monika Liu
- Live Report
- Marcos Llunas
- Roman Lob
- Svitlana Loboda
- Johnny Logan
- Rosa López
- Ani Lorak
- Lord of the Lost
- Lordi
- Loreen
- Ira Losco
- Lou
- Lovebugs
- LPS
- LT United
- Lulu
- LUM!X
- John Lundvik

## M
- Maggie MacNeal
- Jeangu Macrooy
- Madame Monsieur
- Mahmood
- Shiri Maimon
- Maimuna
- Jérémie Makiese
- Malcolm Lincoln
- Jonida Maliqi
- Siw Malmkvist
- Fərid Məmmədov
- Aysel Məmmədova
- Hannah Mancini
- Mando
- Måneskin
- MaNga
- Manizja
- ManuElla
- Maraaya
- Mony Marc
- Marcha
- Guy Mardel
- Maribelle
- Mariko
- Kobi Marimi
- Lize Marke
- Marlayne
- Maro
- Linda Martin
- Martina
- Mija Martina
- Mia Martini
- Massiel
- Vilija Matačiūnaitė
- Jessica Mauboy
- Bo'az Ma'uda
- Maxine
- Corinna May
- Maywood
- Moran Mazor
- Sarah McTernan
- Lukas Meijer
- Mekado
- Mélovin
- Carlos Mendes
- Paolo Meneguzzi
- Marco Mengoni
- Dino Merlin
- Ermal Meta
- Christina Metaxa
- Michela
- Francesca Michielin
- Dalal Midhat-Talakić
- Miki
- Kate Miller-Heidke
- Mimicat
- Minus One
- Miodio
- Mocedades
- Modern Times
- Domenico Modugno
- Moemi Troll
- Moje 3
- Valentina Monetta
- Matt Monro
- Montaigne
- Donny Montell
- Aliona Moon
- Mike Moran
- Fabrizio Moro
- Malene Mortensen
- Mor ve Ötesi
- Kasia Moś
- Nana Mouskouri
- Mouth & MacNeal
- Marcin Mroziński
- Mrs. Einstein
- Iveta Mukuchian
- Mae Muller
- Brendan Murray
- Emma Muscat
- Musiqq
- Max Mutzke
- Stella Mwangi
- Christos Mylordos
- Marie Myriam

## N
- Marie N
- Omar Naber
- Pjotr Nalitsj
- Lior Narkis
- Manel Navarro
- Navi
- Louis Neefs
- Neiokõsõ
- Oto Nemsadze
- Elina Netsjajeva
- James Newman
- The New Seekers
- Mika Newton
- Olivia Newton-John
- Mia Nicolai
- Nicole
- Nicole & Hugo
- Sanna Nielsen
- Silvia Night
- Nikki
- Nina
- Rona Nishliu
- Anja Nissen
- Sopho Nizjaradze
- Nonstop
- Norma John
- Loïc Nottet

## O
- Ochman
- Anna Odobescu
- Esther Ofarim
- O'G3NE
- Zlata Ohnevitsj
- Birgit Õigemeel
- Ari Ólafsson
- Simone de Oliveira
- Olsen Brothers
- One
- Trijntje Oosterhuis
- Manuel Ortega
- Gary O'Shaughnessy
- Ryan O'Shaughnessy
- Conan Osíris
- O.Torvald
- Ovi
- Sandra Oxenryd

## P
- Gerli Padar
- Tanel Padar
- PÆNDA
- Jetty Paerl
- Annie Palmen
- Paola
- Joci Pápai
- Helena Paparizou
- Nathalie Pâque
- Paradise Oskar
- Pasha Parfeny
- Jean-Claude Pascal
- Cláudia Pascoal
- Lynsey de Paul
- Marcel Pavel
- Justine Pelmelay
- Ester Peony
- Pepe Lienhard Band
- PeR
- Peret
- Anxhela Peristeri
- Charlotte Perrelli
- Peter, Sue & Marc
- Ingrid Peters
- Ljiljana Petrović
- Jean Philippe
- Lena Philipsson
- Pia Maria
- Piqued Jacks
- Pirates of the Sea
- Vesna Pisarović
- Plastic Bertrand
- Platin
- Natalja Podolskaja
- Alla Poegatsjova
- Alf Poier
- Andrius Pojavis
- Laura Põldvere
- Oleksandr Ponomarjov
- Dulce Pontes
- Jüri Pootsmann
- Mariana Popova
- Virginie Pouchain
- Barbara Pravi
- Premjer Ministr
- Joël Prévost
- Anastasija Prychodko

## Q
- Quartissimo
- Eimear Quinn
- Freddy Quinn

## R
- Stefan Raab
- Vanja Radovanović
- Rafał
- Səmra Rəhimli
- Franca Raimondi
- Rainy Day
- Michalis Rakintzis
- Raphael
- The Rasmus
- Rasmussen
- Stig Rästa
- Re-union
- Reddi
- Sandra Reemer
- Regina (groep)
- Regina (zangeres)
- Reiley
- Sebastian Rejman
- Mélanie René
- Michael Rice
- Cliff Richard
- Franca di Rienzo
- Nicole Rieu
- Sheldon Riley
- Elena Risteska
- Riva
- Eva Rivas
- Laura Rizzotto
- Roko
- Rollo & King
- Edoeard Romanjoeta
- Edsilia Rombley
- The Roop
- Mary Roos
- Anna Rossinelli
- Sakis Rouvas
- Roxen
- Lesley Roy
- Ana Rucner
- Ruffus
- Ruslana
- Nadir Rüstəmli
- Magdi Rúzsa
- Kate Ryan
- Alexander Rybak
- Sam Ryder
- Rykka

## S
- S10
- Eric Saade
- Safura
- Sahlene
- Natasha Saint-Pier
- Liliane Saint-Pierre
- Salomé
- Gréta Salóme
- Joelia Samojlova
- Cesár Sampson
- Daz Sampson
- Evelin Samuel
- Sandhja
- Sandra & Andres
- Nathalie Santamaria
- Gašper Šantl
- Sarbel
- Evelina Sašenko
- Saskia & Serge
- Aminata Savadogo
- Joelia Savitsjeva
- Cristina Scarlat
- Bobbejaan Schoepen
- Teddy Scholten
- Michael Schulte
- Walter Andreas Schwarz
- Scooch
- Milly Scott
- Sebalter
- Guy Sebastian
- Secret Garden
- Tommy Seebach
- Paula Seling
- Senhit
- Sennek
- Vjerka Serdjoetsjka
- Serebro
- Ingeborg Sergeant
- Sergio
- Serhat
- Marija Šerifović
- Sestre
- Severina
- Séverine
- The Shadows
- Sandie Shaw
- Ireen Sheer
- The Shin
- Sieneke
- Sandra Simó
- Sinplus
- Lea Sirk
- Sirusho
- S!sters
- Six4one
- Harel Skaat
- Skamp
- Polina Smolova
- Salvador Sobral
- Ana Soklič
- Pastora Soler
- Sasha Son
- Filipa Sousa
- De Spelbrekers
- Srbuk
- Hovi Star
- Emly Starr
- Karmen Stavec
- Stefan
- Stefania
- Thérèse Steinmetz
- Stella
- Nina Sublatti
- Subwoolfer
- Sudden Lights
- SunStroke Project
- Suntribe
- SuRie
- Sürpriz
- Uku Suviste
- Darja Švajger
- Svala
- Systur
- Michał Szpak

## T
- Tajči
- Takasa
- Tamta
- Tanja
- Eneda Tarifa
- Maja Tatić
- Nodiko Tatisjvili
- T.A.T.u.
- Teach-In
- Telex
- Amanda Tenfjord
- Teo
- Teräsbetoni
- Gianna Terzi
- Laura Tesoro
- Texas Lightning
- Teya & Salena
- Annick Thoumazeau
- Timebelle
- Samanta Tīna
- Olia Tira
- TIX
- Ronnie Tober
- Tamara Todevska
- Todomondo
- Elitsa Todorova
- Kejsi Tola
- Avi Toledano
- The Tolmachevy Sisters
- Koit Toome
- Toppers
- Tonina Torrielli
- Mihai Trăistariu
- Anita Traversi
- Treble
- Nathan Trent
- Triana Park
- Elena Tsagrinou
- Magdalena Tul
- Tulia
- TuralTuranX
- Tusse
- Sibel Tüzün
- Tvorchi
- TWiiNS
- Bonnie Tyler

## U
- Urban Symphony
- Urban Trad
- Joëlle Ursull
- Uzari

## V
- Lena Valaitis
- Jean Vallée
- Valters & Kaža
- Conny Vandenbos
- Vanna
- Vanilla Ninja
- Vasil
- Amaury Vassili
- Alexia Vassiliou
- Jurij Veklenko
- Glen Vella
- Victor Vernicos
- Vesna
- Victoria
- Anastasia Vinnikova
- Anna Vissi
- Vladana
- Voltaj
- Aleksej Vorobjov
- Laura Voutilainen
- Voyager
- Silvi Vrait
- Sanja Vučić
- Ovidijus Vyšniauskas

## W
- Linda Wagenmakers
- Marian van de Wal
- Waldo's People
- Aleksander Walmann
- Waylon
- We Are Domi
- Wild Youth
- Birthe Wilke
- Christa Williams
- Linda Williams
- Jimmie Wilson
- Gustav Winckler
- Wind
- David Alexandre Winter
- Ellen Winther
- Witloof Bay
- Kati Wolf
- WRS
- Conchita Wurst

## X
- Xandee

## Y
- Yohanna
- Yüksek Sadakat

## Z
- La Zarra
- Ieva Zasimauskaité
- Zdob și Zdub
- Måns Zelmerlöw
- ZENA
- Zibbz
- Nina Zilli
- Imri Ziv
- Rok Žlindre
- Zoë
- Arlette Zola